# Немачка подморница У-57
Подморница У-57 је била Немачка подморница типа II-Ц и коришћена у Другом светскомм рату. Подморница је изграђена 29. децембар 1938. године и служила је у 5. подморничкој флотили (29. децембар 1938 — 31. децембар 1939), 1. подморничкој флотили (1. јануар 1940 — 3. септембар 1940), 22. подморничкој флотили (11. јануар 1941 — 30. јун 1944) и 19. подморничкој флотили (1. јул 1944 — 3. мај 1945)

## Служба
По завршеној обуци, подморница У-57 креће на своју прву пловидбу, кренувши из базе Кил 23. августа 1939. године, и упловљава три дана касније у базу Мелмел, из које истог дана креће на нову пловидбу. Дана, 2. септембра 1939. године, У-57 се враћа у базу Мелмел, а већ сутрадан испловљава и креће ка бази Кил, где стиже 5. септембра. Истог дана, подморница у-57 испловљава и креће у прву своју борбену патролу, која ће трајати 14 дана, и завршиће се 18. септембра, упловљавањем у базу Кил.
На следеће патролирање подморница креће 25. октобра из базе Кил, и након 12 дана патролирања, она упловљава 5. новембра у базу Кил, где остаје до 12. новембра, када креће у нову патролу.
У 20:15 сати, 17. новембра 1939. године, литвански трговачки брод Kaunas је торпедован и потопљен од подморнице У-57, 6.5 наутичких миља западно-северозападно од брода-светионика North Hinde. 
Дана, 19. новембра 1939. године, у 02:13 сати, незаштићени британски трговачки брод  (заповедник Александер Диксон) је погођен једним торпедом у крму, прелама се на два дела и брзо тоне западно-северозападно од брода-светионика North Hinde. Заповедник и 19 чланова посаде је погинуло у овом нападу. Подморница У-57 упловљава у базу Кил 23. новембра 1939. године, а 5. децембра прелази у базу Вилхелмсхафен, из које креће 7. децембра на ново патролирање.
У 19:03 сати, 13. децембра 1939. године, подморница У-57 уочава естонски трговачки брод Mina, и у 19:15 сати га погађа једним торпедом у крму, које проузрокује преламање брода на два дела. Крмени део тоне одмах, а предњи свега 30 секунди касније. Подморница упловљава у базу Кил 16. децембра, и ту остаје до 16. јануара 1940. године, када креће у нову патролу.
Дана, 20. јануара 1940. године, у 20:26 сати, норвешки трговачки брод  је погођен једним торпедом, испаљеног са подморнице У-57 и тоне у року од пет минута на око 30 наутичких миља од Петерхеда. Три преживела бродоломца спашава непознат брод и пребацује их у Кирквол. Подморница У-57 завршава своје патролирање 25. јануара, упловљавањем у базу Вилхелмсхафен. Следећег дана, британски помоћни ратни брод HMS Durham Castle удара у једну мину, коју је положила У-57, 21. јануара, и тоне. Брод је пловио ка луци Скапа Флоу, где је требало да се користи као пловећа касарна.
Подморница У-57 напушта базу Вилхелмсхафен 8. фебруара 1940. године и креће на своје седмо борбено патролирање. У 01:35 сати, 14. фебруара 1940. године, британски танкер  (заповедник Ернст Дерикс), који је одлутао од конвоја HX-18, је торпедован и запаљен од подморнице У-57, југоисточно од Нос Хеда. Десет члана посаде је погинуло. Заповедника и 30 осталих чланова посаде спашавају британски наоружани рибарски бродови HMS Peggy Nutten и HMS Strathalladale, и искрцавају их у луци Вик. Горући Gretafield лута бесциљно до обале код Данбита, где се 19. марта прелама на два дела, након чега је проглашен за тотално уништен брод.
У 18:09 сати, 21. фебруара, британски трговачки брод  (заповедник Вилијем Џејмс Парк), који се изгубио од конвоја HX-19, је погођен једним торпедом са подморнице У-57, по средини брода, и бива напуштен од посаде на око 92 наутичке миље јужно-југозападна од Рокола. Четири човека је погинуло на броду, док је заповедника и 34 осталих чланова посаде спасио британски разарач HMS Diana, и искрцао их у Скапа Флоу. Следећег дана напуштен брод проналази подморница У-23, и погађа га једним торпедом, услед чега се брод ломи на два дела. Предњи део, који није потонуо, је одвучен од једног спасилачког брода у залив Ингнес, где је проглашен за тотално уништен брод.
Дана, 25. фебруара, У-57 упловљава у базу Вилхелмсхафен, из које 14. марта поново креће у патролирање. Она 25. марта проналази британски танкер  (заповедник Џон Ратерфорд), кога су 20. марта оштетили немачки авиони, и у 20:11 сати га торпедује на 9 наутичких миља источно од Копинсаиа. Два члана посаде и један стражар гину. Заповедника и 28 чланова посаде, спашавају британске корвете HMS Northern Wave и HMS Brontes, и искрцавају их у Линес. Четири дана каснија, подморница У-57 упловљава у Вилхелмсхафен.
По завршеној попуни подморнице и краћег одмора посаде, У-57 креће на ново патролирање 4. априла 1940. године, и након 34 дана безуспешне патроле, она упловљава 7. маја у базу Кил, где ће остати наредна два месеца. Дана, 11. јула 1940. године, подморница У-57 напушта базу Кил, и одлази у нову патролу.
У 04:10 сати, 17. јула 1940. године, шведски трговачки брод O.A. Brodin, је погођен једним торпедом, испаљеног са подморнице У-57, и тоне у року од 45 минута. Немци су идентификовали брод као шведски трговачки брод Anita. Преживеле чланове посаде, спашава британска фрегата HMS Sicyon и искрцава их у Кирквол. 
Истог дана у 22:22 сати, британски трговачки брод  (заповедник Рејмонд Молет) из састава конвоја HX-55A, је био торпедован и потопљен од У-57, 8 наутичких миља северозападно од Кеип Врета. Заповедника и 64 чланова посаде сакупља канадски разарач HMCS Skeena (D 59), док је 14 чланова посаде погинуло. Подморница У-57 упловљава 29. јула у луку Берген – Норвешка, коју напушта два дана касније.
Дана, 3. августа 1940. године, у 08:10 сати, небрањени шведски трговачки брод  је погођен једним торпедом са подморнице У-57, у пределу машинског одељења и тоне за 3 минута, након експлозије котлова. Исландски рибарски брод Skutull спашава 21-ног члана посаде и шест путника – преживели са шведског трговачког брода Tilia Gorthon, који је потопљен од подморнице У-38, 20. јуна 1940. године. Након 17 дан патролирања, У-57 упловљава у базу Лорјан, Француска, одакле свега 7 дана касније – 14. августа, креће на ново патролирање. 
У 00.42 сати, 24. августа 1940. године, подморница У-57 напада конвој OB-202, 25 наутичких миља југоисточно од Мелин Хеда, и потапа бродове Saint Dunstan и Cumberland, а оштећује Havildar.
Трговачки брод  (заповедник Едвин Артур Џ. Вилијамс), након што је погођен торпедом, наставља да плови и покушава да дође до луке, међутим тоне на 8 наутичких миља од Иништрехула. Четири члана посаде гине, док су, заповедник и 53 осталих чланова посаде били спашени.
Британски трговачки брод  (заповедник Томас Гордон Кукс) је био погођен једним торпедом али наставља да плови. Брод је напуштен од посаде 25. августа, и узет је у вучу, међутим тоне 27. августа у Ирском мору. Приликом напада подморнице У-57, погинуло је 14 чланова посаде, док је заповедник и 48 осталих чланова посаде спасио британски спасилачки брод Copeland, и пребацио их на разарач HMS Witch (D 89).
Сутрадан, 25. августа 1940. године, у 19:48 сати, подморница У-57 испаљује плотун од два торпеда ка групи одлуталих бродова од конвоја HX-65B, и оба погађају британски танкер  (заповедник Херберт Едвард Дел), који тоне на око 75 наутичких миља јужно од острва Тори. Заповедник и 48 чланова посаде гину у овом нападу, док свега 8 преживелих чланова посаде спашава британски трговачки брод Torr Head, који их пребацује до рибарског брода HMS Robina, а овај их касније искрцава у Белфаст.
Дана, 3. септембра 1940. године, у 00:15 сати, код Брунсбитела, подморница У-57 тоне након судара са норвешким трговачким бродом Rona, и том приликом гине 6 члана посаде немачке подморнице. Током септембра подморница је подигнута са плитког дна и послата на поправку. По завршетку ремонта, она је 11. јануара 1941. године укључена поново у службу, али до краја рата служи искључиво као школски брод. Да не би пала савезницима у руке, Немци је потапају 3. маја 1945. године у бази Кил.

## Бродови
| Име брода | Држава               | Тежина      | Година изградње | Датум напада       | Напомена        |
|           | Литванија            | 1.566 тона  | 1931.           | 17. новембар 1939. | Потопљан        |
|           | Уједињено Краљевство | 1.383 тона  | 1909.           | 19. новембар 1939. | Потопљен        |
|           | Естонија             | 1.173 тона  | 1899.           | 13. децембар 1939. | Потопљен        |
|           | Норвешка             | 1.328 тона  | 1920.           | 20. јануар 1940.   | Потопљен        |
|           | Уједињено Краљевство | 8.240 тона  | 1904.           | 26. јануар 1940.   | Потопљен        |
|           | Уједињено Краљевство | 10.191 тона | 1928.           | 14. фебруар 1940.  | Тотално уништен |
|           | Уједињено Краљевство | 4.996 тона  | 1934.           | 22. фебруар 1940.  | Оштећен         |
|           | Уједињено Краљевство | 5.742 тона  | 1921.           | 25. март 1940.     | Потопљен        |
|           | Уједињено Краљевство | 8.652 тона  | 1920.           | 17, јул 1940.      | Потопљен        |
|           | Шведска              | 1.960 тона  | 1920.           | 17. јул 1940.      | Потопљен        |
|           | Шведска              | 2.161 тона  | 1902.           | 3. август 1940.    | Потопљен        |
|           | Уједињено Краљевство | 10.939 тона | 1919.           | 24. август 1940.   | Потопљен        |
|           | Уједињено Краљевство | 5.407 тона  | 1940.           | 24. август 1940.   | Оштећен         |
|           | Уједињено Краљевство | 5.681 тона  | 1919.           | 24. август 1940.   | Потопљен        |
|           | Уједињено Краљевство | 7.468 тона  | 1927.           | 25. август 1940.   | Потопљен        |
| --------- | -------------------- | ----------- | --------------- | ------------------ | --------------- |

## Команданти
- Клаус Кортх (29. децембар 1938 — 4. јун 1940)
- Ерих Топ (5. јун 1940 — 15. септембар 1940)
- Вилхелм Ајселе (11. јануар 1941 — 16. мај 1943)
- Валтер Ценкер (17. мај 1943 — 31. јул 1944)
- Петер Кихл (1. август 1944. - мај 1945)